# Phyllobius betulinus
Phyllobius betulinus es una especie de escarabajo del género Phyllobius, familia Curculionidae. Fue descrita científicamente por Bechstein & Scharfenberg en 1805.
Se distribuye por Francia, Alemania, Luxemburgo, Países Bajos, Eslovaquia, Austria, Polonia, Bélgica, Italia, Serbia, Suiza, Hungría, Croacia, Bulgaria, Suecia, Ucrania, Grecia y Rumania.